# 碳酸氢盐測量器
碳酸氢盐測量器 是一种用于土地力学来土壤的衡量力学性能的装置 。